# III. Tadibaszt
Tadibaszt (vagy Tadibasztet) ókori egyiptomi királyné volt a harmadik átmeneti korban, az i. e. 8. század második felében; valószínűleg IV. Oszorkon fáraó anyja.
Neve egyedül Szahmet istennő elektrumból készült aegiszéről ismert, melyet Bubasztiszban találtak és ma a Louvre állítja ki. A királyné ezen „az isteni anya, a király felesége, Tadibaszt” nevet viseli, mellette egy másik feliraton a „Ré fia, Oszorkon” név szerepel, valószínűleg a fia. Oszorkon nevű uralkodó több is ismert, de közülük egyedül IV. Oszorkon anyjának a neve nem volt eddig ismert, így ma feltételezik, hogy Tadibaszt az ő anyja lehetett. Férje így valószínűleg a XXII. dinasztiához tartozó V. Sesonk, aki IV. Oszorkon elődje és feltételezett apja, ezt azonban némileg kétségessé teszi, hogy egyes feltételezések szerint a két király között egy kevéssé ismert uralkodó, II. Pedubaszt is uralkodott.

## Fordítás
- Ez a szócikk részben vagy egészben  a   Tadibast III című angol Wikipédia-szócikk ezen változatának fordításán alapul.  Az eredeti cikk szerkesztőit annak laptörténete sorolja fel. Ez a jelzés csupán a megfogalmazás eredetét és a szerzői jogokat jelzi, nem szolgál a cikkben szereplő információk forrásmegjelöléseként.